# Sebastián Piñuela Alonso
Sebastián Piñuela Alonso (Cantalpino, Salamanca, 20 de març de 1737-Madrid, 1812) va ser un polític espanyol, ministre durant el regnat de Ferran VII.

## Biografia
Il·lustrat de Salamanca, després de la marxa de la família reial a Baiona va ser designat ministre de Gracia i Justícia, càrrec que va exercir entre abril i octubre de 1808.